# Paratelmatobius
A Paratelmatobius  a kétéltűek (Amphibia) osztályába, a békák (Anura) rendjébe és a füttyentőbéka-félék (Leptodactylidae) családjába, azon belül a Paratelmatobiinae alcsaládba tartozó nem. 

## Elterjedésük
A nembe tartozó fajok Brazília déli részén honosak.

## Rendszerezés
A nembe az alábbi fajok tartoznak:
- Paratelmatobius cardosoi Pombal & Haddad, 1999
- Paratelmatobius gaigeae (Cochran, 1938)
- Paratelmatobius lutzii Lutz & Carvalho, 1958
- Paratelmatobius mantiqueira Pombal & Haddad, 1999
- Paratelmatobius poecilogaster Giaretta & Castanho, 1990
- Paratelmatobius segallai Santos, Oliveira, Carvalho, Zaidan, Silva, Berneck, & Garcia, 2019
- Paratelmatobius yepiranga Garcia, Berneck & Costa, 2009